# Coal Miner's Daughter
Coal Miner's Daughter (bra: O Destino Mudou Sua Vida; prt: A Filha do Mineiro) é um filme estadunidense de 1980, do gênero drama biográfico-musical, dirigido por Michael Apted, com roteiro de Thomas Rickman baseado em Loretta Lynn: Coal Miner's Daughter, autobiografia de Loretta Lynn escrita com George Vecsey.
Conta a história da cantora country Loretta Lynn, desde o nascimento em família pobre, passando pelo casamento aos 15 anos, até o sucesso como artista. 

## Elenco principal
- Sissy Spacek como Loretta Lynn
- Tommy Lee Jones como Doolittle Lynn
- Beverly D'Angelo como Patsy Cline
- Levon Helm como Ted Webb
- Phyllis Boyens como Clara Ramey Webb, mãe de Loretta
- Bob Hannah como Charlie Dick
- William Sanderson como Lee Dollarhide
- Ernest Tubb como ele mesmo
- Roy Acuff como ele mesmo
- Minnie Pearl como ela mesma

## Prêmios e indicações
| Prêmio             | Categoria                         | Recipiente                                                   | Resultado |
| ------------------ | --------------------------------- | ------------------------------------------------------------ | --------- |
| Oscar 1981         | Melhor atriz                      | Sissy Spacek                                                 | Venceu    |
| Oscar 1981         | Melhor filme                      | Bernard Schwartz                                             | Indicado  |
| Oscar 1981         | Melhor fotografia                 | Ralf Bode                                                    | Indicado  |
| Oscar 1981         | Melhor direção de arte            | John W. Corso                                                | Indicado  |
| Oscar 1981         | Melhor edição                     | Arthur Schmidt                                               | Indicado  |
| Oscar 1981         | Melhor som                        | Gordon Ecker Jr, Jim Alexander, Richard Portman, Roger Heman | Indicado  |
| Oscar 1981         | Melhor roteiro adaptado           | Thomas Rickman                                               | Indicado  |
| Globo de Ouro 1981 | Melhor filme - comédia ou musical | Bernard Schwartz                                             | Venceu    |
| Globo de Ouro 1981 | Melhor atriz - comédia ou musical | Sissy Spacek                                                 | Venceu    |
| Globo de Ouro 1981 | Melhor ator - comédia ou musical  | Tommy Lee Jones                                              | Indicado  |
| Globo de Ouro 1981 | Melhor ator coadjuvante           | Beverly D'Angelo                                             | Indicado  |
| BAFTA 1982         | Melhor atriz                      | Sissy Spacek                                                 | Venceu    |
| BAFTA 1982         | Melhor som                        | Gordon Ecker Jr, Jim Alexander, Richard Portman, Roger Heman | Indicado  |

## Sinopse
Loretta, uma mulher que vive numa pequena cidade do Kentucky, e que tem na exploração das minas de carvão sua única atividade econômica, tenta seguir carreira como cantora de música country incentivada pelo marido. Aos poucos Loretta se torna conhecida no mundo da música, e se torna amiga de Patsy Cline, que na época era a maior estrela da música country estadunidense. Mas, junto com o sucesso, também vieram diversas apresentações, que deixaram Loretta cada vez mais esgotada física e psiquicamente.

## Musical
Em 10 de maio de 2012, no Grand Ole Opry, Lynn anunciou que Zooey Deschanel iria retratá-la em uma adaptação musical da Broadway.